# 磷酸氫鈣
磷酸氫鈣(又名磷酸二鈣)是一種化合物，通常以二水合物（其化學式為 CaHPO4 · 2H2O ）的形式存在，但可經由加熱變成無水的形式。磷酸氫鈣幾乎不溶於水，在 25 °C 時的溶解度只有 0.02 g/100 mL 。

## 用途
二水合物形式的磷酸氫鈣含有大約百分之23的鈣，主要被用來做為麥片、麵粉和麵類製品的營養補充劑，亦被製為藥品賦形劑。
磷酸氫鈣常被作为动物饲料的钙磷补充。磷酸氫鈣的磷钙比例为1:1.29，与动物骨骼的磷钙比接近。在饲料级磷酸氫鈣类产品中，多数使用磷酸氫鈣于畜禽饲料。另外水产饲料中主要使用磷酸二氫鈣。